# District de Pithiviers
Le district de Pithiviers est une ancienne division administrative française du département du Loiret de 1790 à 1795.
C'est l'un des sept districts qui compose le département.

## Présentation
Le district est créé à la Révolution française.
Il est composé des cantons de Pithiviers, Boynes, Malesherbes, Puiseaux, Sermaises et Vrigny.